# Çeşmeli, Erdemli
Çeşmeli là một xã thuộc huyện Erdemli, tỉnh Mersin, Thổ Nhĩ Kỳ. Dân số thời điểm năm 2011 là 4.327 người.